# وان مایل (آریزونا)
وان مایل (به انگلیسی: One Mile) یک منطقهٔ مسکونی در ایالات متحده آمریکا است که در آریزونا واقع شده‌است. وان مایل ۱٬۸۶۳ متر بالاتر از سطح دریا واقع شده‌است.